# Mullumbimby
Mullumbimby est une ville australienne située dans le comté de Byron, dont elle abrite le siège administratif, en Nouvelle-Galles du Sud.
Mullumbimby a été décrite comme une communauté de style de vie alternatif avec une grande culture hippie. La ville est connue pour ses faibles taux de vaccination, (et a été décrit comme un point chaud pour les anti-vaccins) ainsi que pour l'opposition de nombreux habitants à la fluoration de l'eau.

## Géographie
La ville est établie au pied du mont Chincogan, dans la vallée de la rivière Brunswick, à environ 10 km de la mer de Corail.

## Démographie
En 2016, la population s'élevait à 3 596 habitants.